# Psiloderces torajanus
Psiloderces torajanus là một loài nhện trong họ Ochyroceratidae. Loài này phân bố ở Celebes.